# 猫 (十二支)

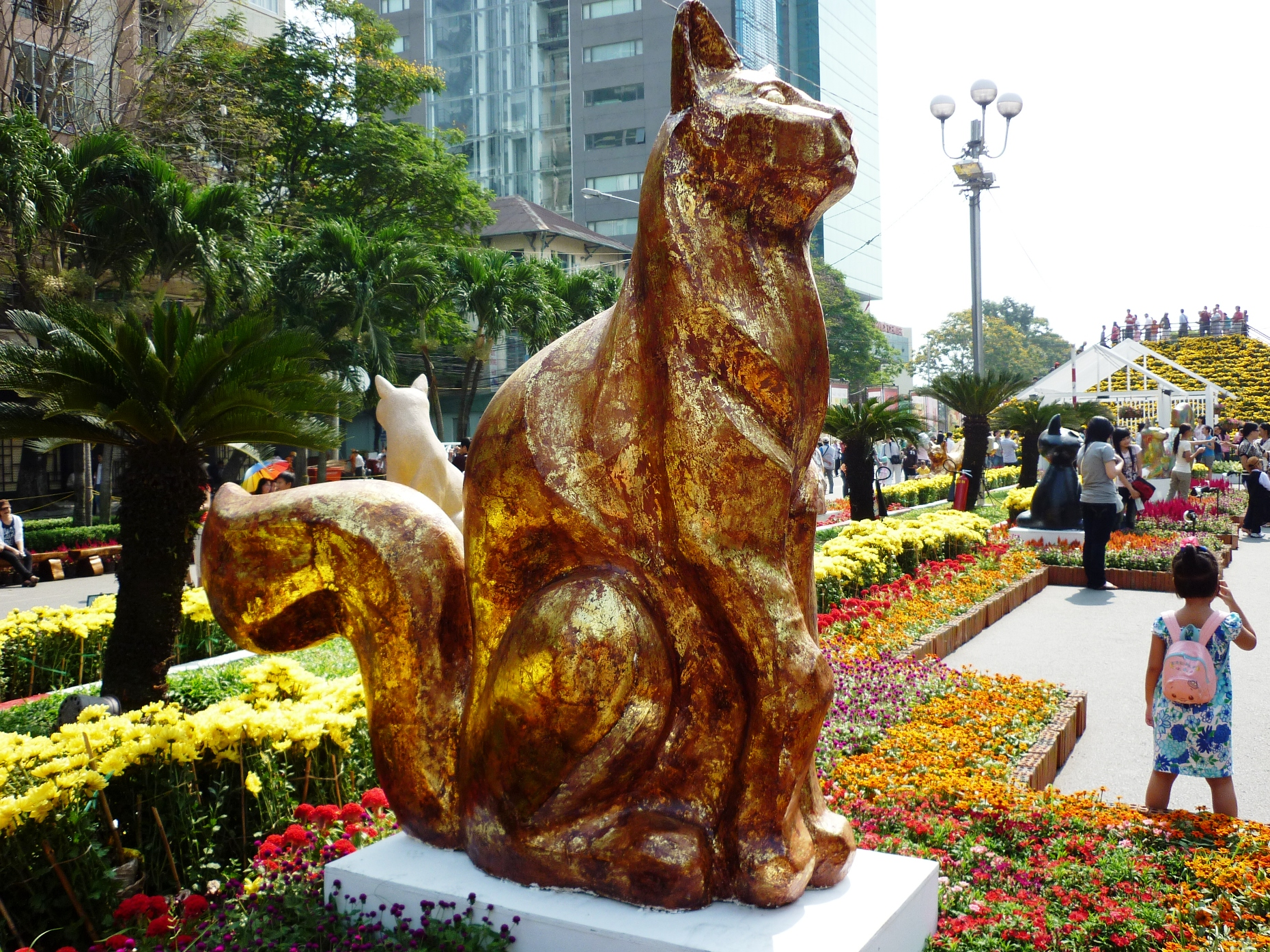
ベトナムで猫年に設置された猫の飾り物

猫（ねこ）はベトナムなどにおける十二支の4番目の卯（ベトナム語: Mão）を表す動物である。中国式の広く使われている生肖では卯年にウサギを当てるところがベトナムなどの地域では猫年になっている。ベトナムでは十二支は広く親しまれており、猫年のテト（旧正月）には街が猫の置き物などで飾り付けられる。

## 中国式の生肖との違い
ベトナムの十二支においては、中国式の生肖で卯年にあたる年が猫年となる他、丑年にあたる年は水牛年となる。未年に該当する動物としては、ヒツジをあてる場合とヤギをあてる場合があるが、ベトナムではヤギ年となる。十二支の最後の亥年は、日本ではイノシシの年となるが、中国式の生肖では豚の年となり、これはベトナムでも豚年である。
| 十二支 | 子 | 丑   | 寅 | 卯 | 辰 | 巳 | 午 | 未   | 申 | 酉 | 戌 | 亥 |
| ------ | -- | ---- | -- | -- | -- | -- | -- | ---- | -- | -- | -- | -- |
| 生肖   | 鼠 | 水牛 | 虎 | 猫 | 龍 | 蛇 | 馬 | 山羊 | 猿 | 鶏 | 犬 | 豚 |

中国式の生肖の順番ではなぜ猫が十二支に含まれていないのかに関してはいくつか言い伝えが存在する。そのうちのひとつは、子（ネズミ）に騙されて玉帝の宴に猫が出席できなくなったため、猫は自分の年をもらうことができず、それゆえに猫はネズミをとるようになったというものである。これについて、十二支が中国で導入された時期にはまだ中国にはイエネコが多くなかったからではないかということも推測されている。この種の十二支の言い伝えについて、動物を集めるのは釈迦であるとする地域もあるが、ベトナムでは玉帝が登場するのがふつうである。

## ベトナムにおける猫年

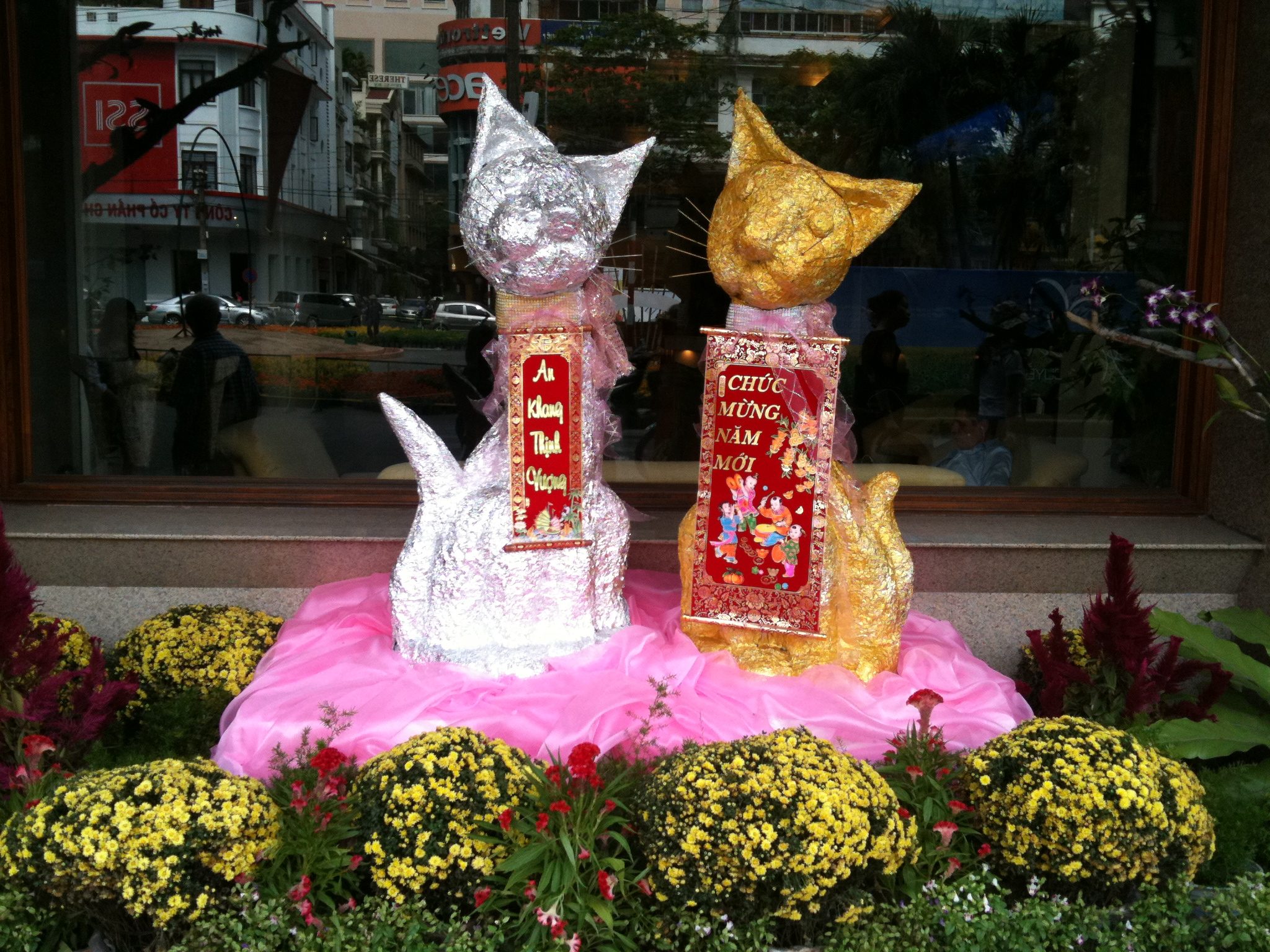
2011年、ホーチミン市で猫年の新年を祝うために設置された猫の飾り物

なぜ中国暦を採用している他の国と違ってベトナム人が干支でウサギではなく猫を使っているのかについては諸説ある。最もよく知られている説明は、古い北京語で「卯」にあたる言葉は「マオ」のような発音であった一方、ベトナム語では猫は「メオ」（mèo、漢越音では「miêu」）であり、発音の混同に起因するというものである。さらに、ベトナムでは草地が少なくウサギが身近な動物ではないのに加え、ウサギを育てることはあまり行われていないということも指摘されている。磯田道史は、東南アジアの一部の地域では、猫が広く飼われるようになった時期のほうが十二支が普及した時期よりも早かったのかもしれないと推測している。
ベトナムにおいては猫は縁起が良い動物として親しまれている一方、地方ではおおやけには禁止されているにもかかわらず猫食が存在している地域もある。農業地域では、ネズミなどをつかまえてくれる猫は非常に好まれている。猫年のテト（旧正月）には街中で猫を用いた飾り付けが行われ、猫の置き物などが贈答品としてやりとりされる。ベトナムにおいては、十二支が若干、中国と異なっていることは、独自性という点で国民から好意的に受け取られているという。
ベトナムにおいて干支は文化に浸透している。猫年生まれは優しい性格になるという言い伝えがある。干支を用いた相性占いでは、猫年の人物はヤギ年か豚年の人物と相性が良いと言われている。

## 猫年にあたる年

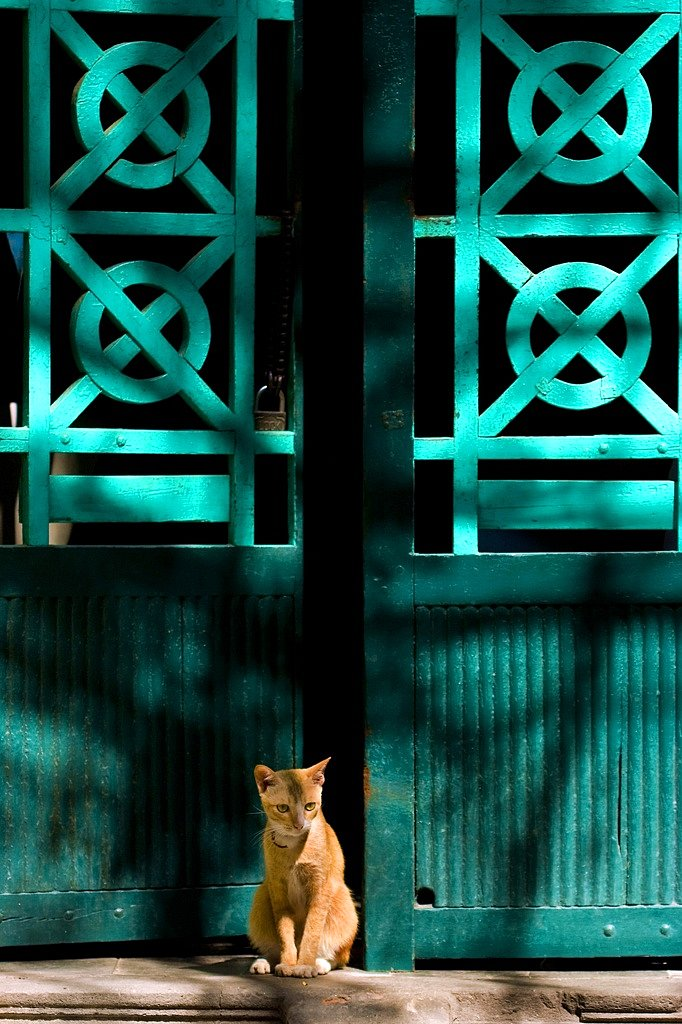
ベトナムの猫

十二支の卯年にあたる年は「猫年」となり、西暦で考えた場合、以下の表の時期（テトから始まる1年間）に生まれた場合は「猫年生まれ」となる。
「猫年」にあたる年が、グレゴリオ暦の年末年始と一致していないのは、それの算定が、太陰太陽暦の旧暦の年末年始に準拠していることによる。
| 始まり        | 終わり        | 干支 |
| ------------- | ------------- | ---- |
| 1903年1月29日 | 1904年2月15日 | 癸卯 |
| 1915年2月14日 | 1916年2月3日  | 乙卯 |
| 1927年2月2日  | 1928年1月22日 | 丁卯 |
| 1939年2月19日 | 1940年2月7日  | 己卯 |
| 1951年2月6日  | 1952年1月26日 | 辛卯 |
| 1963年1月25日 | 1964年2月12日 | 癸卯 |
| 1975年2月11日 | 1976年1月30日 | 乙卯 |
| 1987年1月29日 | 1988年2月16日 | 丁卯 |
| 1999年2月16日 | 2000年2月4日  | 己卯 |
| 2011年2月11日 | 2012年1月22日 | 辛卯 |
| 2023年1月22日 | 2024年2月9日  | 癸卯 |
| 2035年2月8日  | 2036年1月27日 | 乙卯 |
| 2047年1月26日 | 2048年2月13日 | 丁卯 |
| 2059年2月11日 | 2060年2月1日  | 己卯 |
| 2071年1月31日 | 2072年2月18日 | 辛卯 |
| 2083年2月17日 | 2084年2月5日  | 癸卯 |
| 2095年2月5日  | 2096年1月24日 | 乙卯 |

## フィクションでの扱い
日本のコンピュータゲーム『対魔忍RPG』のシナリオ「早くこいこいお正月」では、主要人物のふうま小太郎が、猫の魔神・バステトへの説得の題材として、ベトナムの猫年を挙げている。